# 3-гидроксипролин
3-Гидроксипролин (3-гидроксипирролидин-α-карбоновая кислота) — нестандартная аминокислота, отличающаяся от пролина наличием гидроксильной группой у одного из атомов углерода.

## Функции и особенности синтеза
3-Гидроксипролин был впервые выделен в 1961 году из коллагена коровьих сухожилий и идентифицирован в 1962. В другом независимом исследовании 3-гидроксипролин выделили из белка губок и антибиотика теломицина.
3-Гидроксипролин вместе с 4-Гидроксипролином входит в состав белка коллагена, входящего в соединительную ткань. Синтезируется из пролина. Для синтеза необходим молекулярный кислород, а также витамин C. Симптомы цинги при недостатке витамина C обусловлены как раз невозможностью окисления пролина в 3-гидроксипролин.
Некоторое количество 3-гидроксипролина содержится в моче. Среднесуточное выделение для здорового человека составляет 12,5±3,5 мкмоль. Это в 20 раз меньше количества 4-гидроксипролина. Но при некоторых заболеваниях почек количество 3-гидроксипролина в моче резко возрастает.